# Юхвід Леонід Аронович
Ю́хвід Леоні́д Аро́нович (22 квітня (5 травня) 1909, Гуляйполе, тепер Запорізької області — 5 вересня 1968, м. Харків) — український письменник, сценарист. Автор кількох повістей та п'єс, сценарію художнього фільму за своєю п'єсою «Весілля в Малинівці».

## Життєпис
Народився в родині юриста. За фахом — робітник друкарні, освіту здобув заочно.
З 1929 по 1933 рік працював у редакції криворізької газети «Червоний гірник», в якій до того друкував перші оповідання й вірші; з 1933 року — на літературній роботі в Харкові.
З 1936 задля Першої державної української музичної комедії разом з М. Авахом написав лібрето: «Сорочинський ярмарок», «Весілля в Малинівці», «Майська ніч».
Учасник Німецько-радянської війни. На початку війни був редактором радіостанції «Дніпро», потім служив кореспондентом у фронтових газетах. Нагороджений орденом Вітчізняної війни 2-го ст., медалями.
Першу збірку оповідань «На життя» видав у 1931 році. Наступні видання: повість «Вибух» (1932), п'єси «Весілля в Малинівці» (1937), «Ніч у червні» (1941), «Чудовий край» (1946), повість: «Мишко Конюшенко» (1946), п'єса «Блакитна фортеця» (1949), збірки п'єс «Комедії» (1954) та «Маленькі комедії» (1958), п'єси «До побачення в травні» (1964), «Вояка» (1953), «Оля» (1967) та ін.
На основі п'єси Леоніда Юхвіда «Весілля в Малинівці» у 1938 році в Київському театрі оперети було створено однойменну оперету. Її автор — головний диригент театру композитор Олексій Рябов, у творчому доробку якого загалом понад 20 оперет і музичних комедій.
Практично одночасно, у 1937–1938 роках, з'явилася і російськомовна версія оперети композитора Бориса Александрова на основі лібретто Леоніда Юхвіда та Віктора Тіпота.
У 1967 році на кіностудії Ленфільм режисером Андрієм Тутишкіним російську версію оперети було екранізовано. Цей фільм став лідером прокату 1967 року.
А серед лідерів прокату фільмів радянських часів (1940—1989 років) музична комедія «Весілля в Малинівці» посідає почесне 5 місце — 74,6 млн глядачів.
Помер Леонід Аронович Юхвід у м. Харкові. Поховано письменника на міському кладовищі № 12.